# Technische Universität Krakau

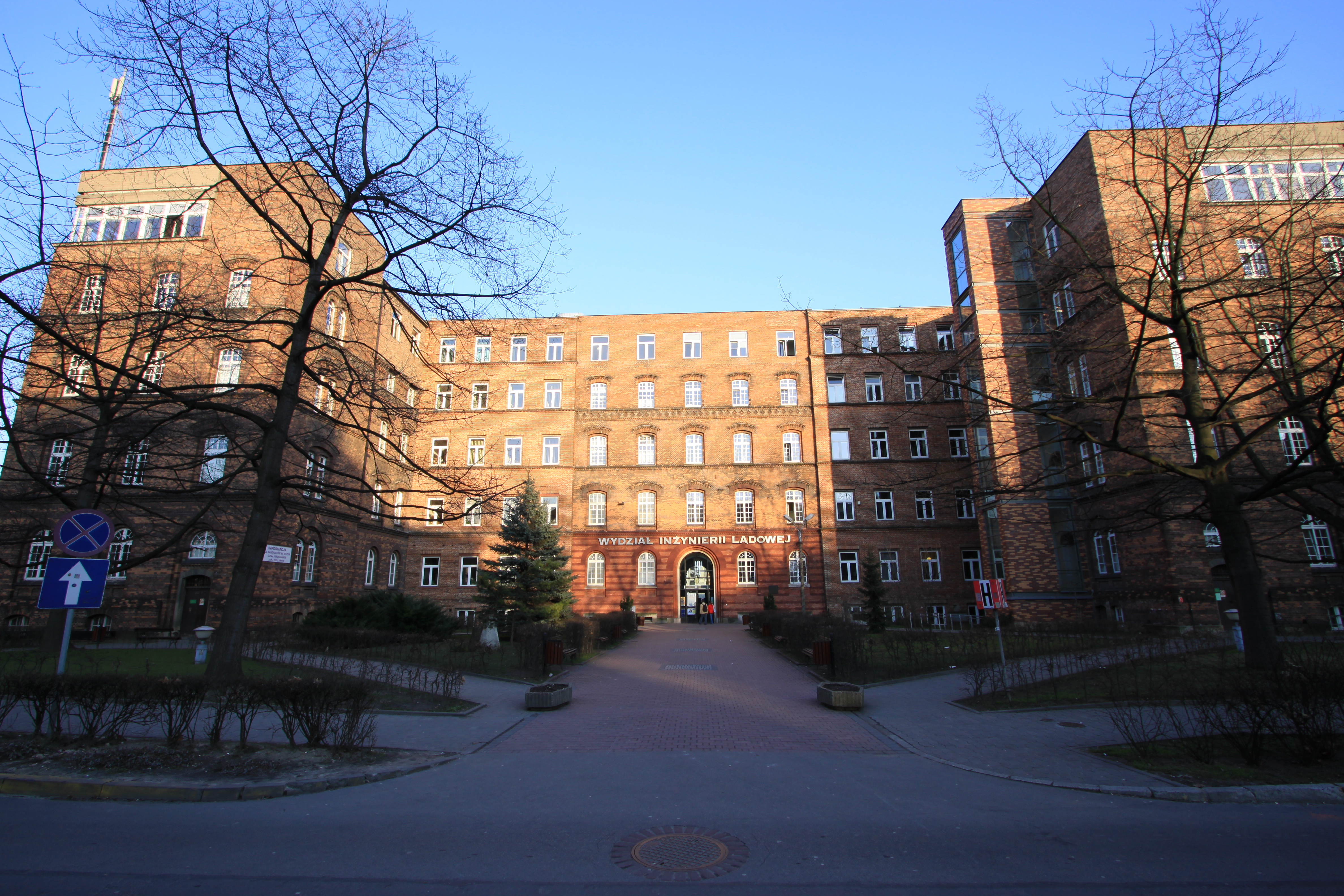
Technische Universität Krakau

Die Technische Universität Krakau (polnisch Politechnika Krakowska, kurz PK) ist eine Technische Universität in der polnischen Stadt Krakau mit knapp 14.000 Studenten und 1.900 Mitarbeitern (2020). Sie ist nach Tadeusz Kościuszko benannt.
Die Universität wurde 1945 gegründet und umfasst 7 Fakultäten.

## Fakultäten
- Fakultät für Architektur,
- Fakultät für Bauingenieurwesen,
- Fakultät für Umwelttechnik,
- Fakultät für Verfahrenstechnik und chemische Technologie,
- Fakultät für Elektrizitäts- und Computertechnik,
- Fakultät für technische Physik und Computermodell-methoden,
- Fakultät für Maschinenwesen

## Internationale Kooperationen
Es gibt unter anderem folgende bilaterale Verträge mit deutschen Hochschulen:
- Technische Universität Berlin, seit 1984 (Zusammenarbeit mit der Fakultät für Maschinenwesen)
- Hochschule Trier, seit 1991, (Zusammenarbeit mit der Fakultät für Architektur)
- Fachhochschule Münster, seit 1989 (Zusammenarbeit mit den Fakultäten für Architektur und für Verfahrenstechnik und chemische Technologie)
- Fachhochschule Frankfurt am Main, seit 1997 (Zusammenarbeit mit der Fakultät für Architektur)
- Bauhaus-Universität Weimar, seit 2000 (Zusammenarbeit mit den Fakultäten für Architektur und für Bauingenieurwesen)